# فرس البحر العالي
فرس البحر العالي (الاسم العلمي: Hippocampus procerus) (بالإنجليزية: High-crown seahorse)‏ هو نوع من الأسماك يتبع جنس فرس البحر من فصيلة زمارات البحر.